# Eaglesfield, England
Eaglesfield är en ort i civil parish Dean, i grevskapet Cumbria i England. Orten är belägen 3 km från Cockermouth. Parish hade 233 invånare år 1931. Eaglesfield var en civil parish 1866–1934 när det uppgick i Dean.